# Smak Słowa
Smak Słowa – wydawnictwo powstałe w 2007 roku w Sopocie.
W trakcie swojej działalności wydało kilka serii psychologicznych (między innymi Kontrowersje i Mistrzowie Psychologii) oraz dwie serie  literackie (Kontynenty, Seria z przyprawami).

## Serie wydawnicze
- Miej własne zdanie,
- Mistrzowie Psychologii,
- Świat w oczach wybitnych myślicieli,
- Seria z przyprawami,
- Seria z kluczem,
- Bliżej psychologii,
- Kontrowersje.

## Autorzy
Wilhelmina Wosińska, Carol Tavris, Elliot Aronson, Miral at-Tahawi, Salwa Bakr, Arnhild Lauveng oraz Selma Lønning Aarø.